# Делиникайтис, Сергей Андреевич
Сергей Андреевич Делиника́йтис (1889—1951) — советский мелиоратор.

## Биография
В 1913 году окончил агрономический факультет МСХИ.
Работал на Саратовской, Каменно-Степной, Уральской (с 1918) сельскохозяйственных опытных станциях.
В 1920 году вступил в должность заведующего Уральской опытной станции (вместо погибшего первого руководителя Гурьяна Фомичева).
С 1923 года научный сотрудник, в 1930—1934 годах директор Валуйской опытно-мелиоративной станции.
С 1934 года зав. кафедрой орошаемого земледелия (с 1941 общего и орошаемого земледелия) Саратовского сельхозинститута.
Доктор сельскохозяйственных наук (1935, степень присуждена за книгу «Орошаемое земледелие»). Профессор (1934).
Пионер в разработке системы применения временных оросительных каналов вместо постоянных каналов.
Автор книг «Новая система орошения колхозных и совхозных полей» (1950) и «Ирригационные системы с временными оросителями» (1953).
Умер 20 января 1951 года в Саратове.

## Награды и премии
- Сталинская премия второй степени (1951 — посмертно) — за разработку и внедрение в с/х практику новых методов орошения с применением временных оросительных каналов.

## Семья
Сын — Игорь (1915—1964), музыкальный педагог.
Как вспоминала селекционер Галина Мясникова, С. А. Делиникайтис приехал на Уральскую опытную станцию с очень культурной, музыкальной семьей. Они привезли пианино, фисгармонию, гусли, скрипку, флейту. Поселились в каменном здании рядом с конторой опытной станции на территории Уральского сельскохозяйственного училища.

## Тривия
Кроме ежедневной работы на Уральской опытной станции, Делиникайтис С. А. занимался с детьми рабочих и служащих опытной станции.